# Шарль-Давід Ганао
Шарль-Давід Ганао-Теке (фр. Charles David Ganao-Teke; 20 липня 1927 — 6 липня 2012) — конголезький державний і політичний діяч, чотирнадцятий прем'єр-міністр Республіки Конго.

## Кар'єра
Розпочав свою діяльність як викладач і директор початкової школи. Потім перейшов на дипломатичну роботу. Від 1960 до 1963 року був послом Конго в Сполучених Штатах і постійним представником Республіки в Організації Об'єднаних Націй.
В 1963—1968 та 1973—1975 роках очолював міністерство закордонних справ Республіки Конго та Народної Республіки Конго відповідно. Потім був представником своєї держави в міжнародних організаціях у Відні.
1991 року брав участь у Національній конференції, на якій було змінено прапор і національний гімн, а також повернуто державі назву Республіка Конго. Тоді ж Ганао заснував Союз демократичних сил.
Від 1996 до 1997 року очолював уряд за президентства Паскаля Ліссуби. Після повалення останнього залишив країну та переїхав до сусіднього Габону. Де йому було надано політичний притулок.
2005 року повернувся на батьківщину, але участі в її політичному житті не брав. Помер у Парижі в липні 2012 року.